# Torre Flak

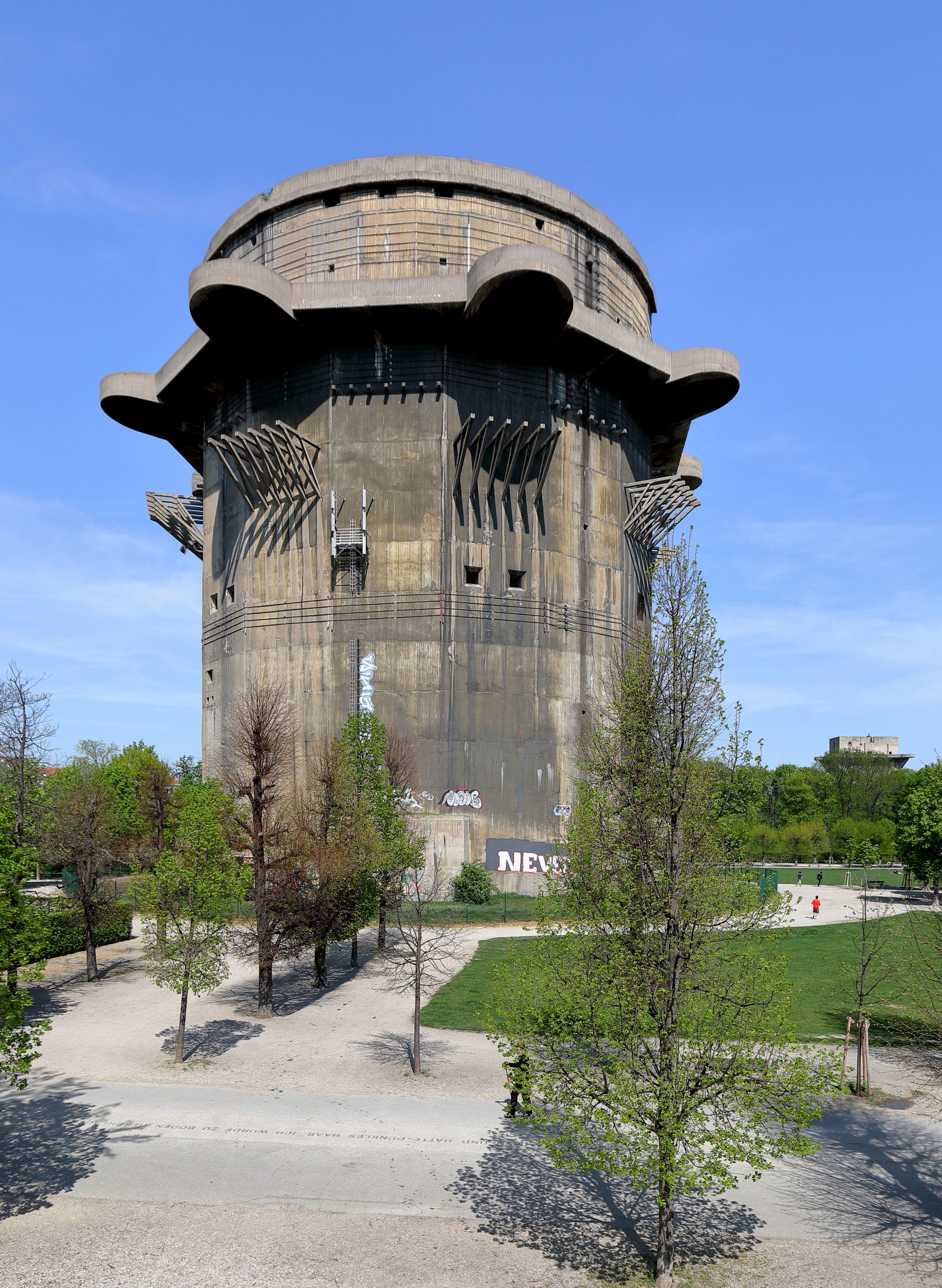
Uma das torres construídas em Viena

As Torres Flak (em alemão:  Flaktürme) foram fortalezas de artilharia antiaérea construídas nas cidades de Berlim, Hamburgo e Viena durante a Segunda Guerra Mundial para prevenir sobrevoos e ataques de bombardeiros inimigos. Para além dessa função, elas também serviram como abrigo antiaéreo para milhares de pessoas durante a Batalha de Berlim, em abril de 1945.